# Spinone italiano
Lo spinone italiano è una razza canina di origine italiana.

## Storia
Si ritiene che già nel 1683 in Italia esistessero questi cani, solo che venivano chiamati griffoni, come quasi tutti i cani da caccia a pelo ruvido in quel tempo.
Lo spinone è una razza molto antica. Senofonte, Seneca, Arriano, Nemesiano, Grazio Falisco e altri autori dell'antichità scrivono di cani a pelo duro, probabilmente gli antenati dell'odierno spinone.
Nel 1683, il francese Sélincourt scrive nel suo libro Le parfait chasseur: «Les meilleurs griffons viennent d'Italie et du Piémont» ("I migliori griffoni provengono dall'Italia e dal Piemonte").
La più antica immagine di uno spinone del tutto simile a quello attuale risale invece al XV secolo. Si tratta di un affresco del Mantegna a Mantova, nella sala degli Sposi del palazzo ducale.
Utilizzata per secoli dai cacciatori che la impiegavano per la ferma della selvaggina su terreni difficoltosi, ciò dimostra che già allora godeva di una chiara fama.
Il fatto che si parli di griffoni e non specificatamente dello spinone è dovuto al fatto che in quell'epoca, ed anche prima di allora, tutti i cani a pelo duro venivano chiamati griffoni, per meglio distinguerli dagli altri cani da ferma con mantelli diversi. Per secoli questa razza si mantenne pura, pur rimanendo in mano ai cacciatori che spesso finalizzavano l'allevamento alla sua pratica utilizzazione, piuttosto che basarlo su seri principi di selezione.
La sua diffusione andò scemando, come per altre razze da ferma e non solamente italiane, con l'avvento dei cani inglesi. La ripresa ufficiale della razza è storia abbastanza recente ed il vero recupero della razza avvenne negli anni '40 e '50 per opera soprattutto del dott. Brianzi, e oggi essa è tutelata da un discreto numero di seri allevatori, che fanno dell'attuale standard morfologico e di lavoro un comune denominatore.
Il "burbero bonario", il "clochard", il "cane filosofo", il "cane poeta" o “cane dagli occhi d’angelo”, così come definito per la sua espressione, si presenta in due varietà di colore, il bianco arancio e il roano marrone e ad oggi, la massima espressione di omogeneità la possiamo notare nei bianco arancio, colore più apprezzato e più appariscente, che non risente dell'immissione di altre razze nelle correnti di sangue, molto evidente invece nei roano marrone dove la "tonaca di frate" ideale spesso risulta quasi introvabile.
Lo spinone è un trottatore e la sua costruzione è quadrata o tendente al quadrato.
La sua indole è paziente, tanto che per poter partecipare al gioco si lascia strapazzare senza mai reagire; è una sicurezza assoluta per il suo padrone e per i bambini, lo sguardo dolce e l'aria pensosa da poeta, lasciano trasparire tutta la sua generosità e intelligenza.
Il peso varia da 32 a 37 kg per i maschi, e da 28 a 30 per le femmine, ma non è raro vedere soggetti di circa 45 kg.
Ogni anno nascono circa 600/700 cuccioli, frutto del lavoro di allevatori, cacciatori ed appassionati, che con il loro lavoro di selezione consentono ai soggetti migliori di partecipare ed assurgere alle massime qualifiche in prestigiose competizioni nazionali ed internazionali.
Lo spinone è particolarmente apprezzato all'estero, specialmente in Gran Bretagna, Paesi Bassi, Germania, Svezia, Norvegia, Finlandia e negli Usa.
Alcuni di questi paesi hanno raggiunto la totale autonomia in allevamento, iniziata con l'importazione dall'Italia di alcuni soggetti all'inizio degli anni ottanta.
Specialmente negli Usa e in Gran Bretagna la razza è tutelata dalle associazioni specializzate ed è normale assistere a manifestazioni dove sono presenti anche duecento soggetti nelle due varietà di colore.
Lo spinone, pur essendo estremamente docile, dimostra sempre di avere grande dignità, che esprime principalmente nel lavoro cui è stato destinato. Dialogate con lui quando lo avrete al vostro fianco, fatelo sentire importante nel rapporto familiare, dal quale non dovrà mai essere escluso.
Lo sguardo sarà la spia dei suoi sentimenti.

## Aspetto
Lo spinone ha il pelo duro, dai colori che variano dal bianco al roano marrone.

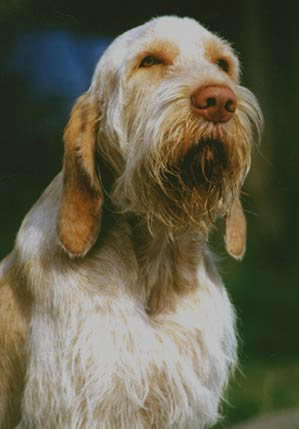
Lo sguardo fiero dello spinone